# Raki (versus cancrini)
Raki (łac. versus cancrini lub sotadicum) – określenie wierszowanego utworu literackiego, który da się odczytać na dwa sposoby – od lewej do prawej i od prawej do lewej, a czasem również od początku do końca i od końca do początku. Odczytanie „od tyłu” ujawnia zazwyczaj sens przeciwny do tego, który jest zawarty w normalnie odczytywanym tekście.

## Historia gatunku
Za twórcę gatunku uważa się greckiego poetę Sotadesa żyjącego w III w. p.n.e. Tworzył on raki o treści nieprzyzwoitej, stąd pochodzący od jego nazwiska termin sotadicum stosowano również na określenie twórczości o tematyce swawolnej. W średniowieczu popularne były raki pisane w języku łacińskim. Wykorzystywano je również w poezji renesansowej, szczególnie w żartobliwej poezji miłosnej, w której normalne odczytanie wiersza zawierało komplement pod adresem ukochanej, natomiast lektura wspak – jego odwołanie, a nawet naganę. 

### Raki w polskiej literaturze
Kunsztowność tej formy wierszowanej sprawiła, że nie była ona w Polsce tworzona często. Pojawiła się po raz pierwszy w języku polskim za sprawą Jana Kochanowskiego i jego fraszki Raki. Twórczością tego typu zajmował się później również Jan Andrzej Morsztyn, korzystano z niej też w literaturze sowizdrzalskiej. Raki próbował także konstruować Jakub Teodor Trembecki w swoim Wirydarzu, jednak zawierają one liczne niedoskonałości techniczne. 
Przykłady raków zostały zebrane przez Juliana Tuwima i opublikowane w książce Pegaz dęba.

## Przykłady raków
| Jan Kochanowski Raki | |
| Odczytanie normalne | Odczytanie wspak |
| Folgujmy paniom nie sobie, ma rada: Miłujmy wiernie, nie jest w nich przysada Godności trzeba nie za nic tu cnota, Miłości pragną nie pragną tu złota. Miłują z serca nie patrzają zdrady, Pilnują prawdy nie kłamają rady. Wiarę uprzejmą nie dar sobie ważą, W miarę nie nazbyt ciągnąć rzemień każą. Wiecznie wam służę nie służę na chwilę, Bezpiecznie wierzcie nierad ja omylę.                                         | Rada ma sobie, nie paniom folgujmy Przysada w nich jest, nie wiernie miłujmy Cnota tu za nic, nie trzeba godności Złota tu pragną, nie pragną miłości Zdrady patrzają nie z serca miłują Rady kłamają nie prawdy pilnują Ważą sobie dar nie uprzejmą wiarę Każą rzemień ciągnąć nazbyt nie w miarę Na chwilę służę nie służę wam wiecznie Omylę ja nierad wierzcie bezpiecznie                                       |
| Jan Andrzej Morsztyn Raki | |
| Odczytanie normalne | Odczytanie wspak |
| Cnota cię rządzi nie pragniesz pieniędzy; Złota dosyć masz nie boisz się nędzy; Czystości służysz nie swojej chciwości; W skrytości mieszkasz nie przywabiasz gości; Szyciem zarabiasz nie wygrawasz w karty; Piciem się brzydzisz nie bawisz się żarty; Matki się boisz, nie chybiasz kościoła; Gładki to anioł nie zła dziewka zgoła; Szumnie ważysz mnie nie srebro w kieszeni; U mnie wprzód rozum niż miłość się zmieni. | Pieniędzy pragniesz nie rządzi cię cnota Nędzy się boisz nie masz dosyć złota Chciwości swojej nie służysz czystości Gości przywabiasz nie mieszkasz w skrytości W karty wygrawasz nie zarabiasz szyciem Żarty się bawisz nie brzydzisz się piciem Kościoła chybiasz nie boisz się matki Zgoła dziewka zła, nie anioł to gładki W kieszeni srebro nie mnie ważysz szumnie Zmieni się miłość niż rozum wprzód u mnie. |